# Sistema conservativo
Un sistema conservativo es un sistema mecánico en el que la energía mecánica se conserva. En la mayoría de los ejemplos de sistemas conservativos, la conservación de la energía se sigue del hecho de que las interacciones entre las diferentes partículas vienen descritas por fuerzas conservativas. En consecuencia, en dichos sistemas la energía mecánica es una integral del movimiento y, por tanto, una mínima 
cantidad conservada. 
Los sistemas mecánicos disipativos son ejemplos de sistemas mecánicos no conservativos.

## Mecánica Newtoniana
Un sistema de partículas que interactúan entre ellas es un sistema mecánico conservativo si las fuerzas puden expresarse como gradiente de un cierto potencial; para verlo, basta considerar las ecuaciones del movimiento:

{\displaystyle m_{i}{\frac {d^{2}\mathbf {r} _{i}(t)}{dt^{2}}}-\left[\sum _{j\neq i}\mathbf {F} _{ji}(\mathbf {r} _{i}-\mathbf {r} _{j})\right]=0}

donde ri(t) es la posición de la partícula i-ésima en el instante de tiempo t, y Fji representa la fuerza que ejerce la partícula j sobre la partícula i. Si admitimos que dichas fuerzas son conservativas y que pueden derivarse de un potencial:

{\displaystyle \mathbf {F} _{ji}=-{\boldsymbol {\nabla }}V_{ji}=-{\frac {dV_{ji}}{d\mathbf {r} }}}

es inmediato comprobar que la energía mecánica, definida como la suma de energía cinética y energía potencial

{\displaystyle E(\mathbf {r} _{i},{\dot {\mathbf {r} }}_{i})=E_{c}({\dot {\mathbf {r} }}_{i})+E_{p}(\mathbf {r} _{i})=\left(\sum _{i=1}^{N}{\frac {m_{i}}{2}}{\dot {\mathbf {r} }}_{i}^{2}\right)+\left(\sum _{i}\sum _{j<i}\mathbf {V} _{ji}(\mathbf {r} _{j}-\mathbf {r} _{i})\right)}

es una magnitud constante a lo largo de las «trayectorias» reales del sistema, lo que puede verse directamente:

{\displaystyle {\frac {dE}{dt}}={\frac {dE_{c}}{dt}}+\sum _{i}{\frac {dE_{p}}{d\mathbf {r} _{i}}}\cdot {\dot {\mathbf {r} }}_{i}=\sum _{i}{\dot {\mathbf {r} }}_{i}\cdot \left(m_{i}{\frac {d{\dot {\mathbf {r} }}_{i}}{dt}}+\sum _{j\neq i}\left({\frac {dV_{ji}}{d\mathbf {r} _{i}}}\right)\right)=\sum _{i}{\dot {\mathbf {r} }}_{i}\cdot \left(m_{i}{\frac {d^{2}\mathbf {r} _{i}}{dt^{2}}}+\sum _{j\neq i}-\mathbf {F} _{ji}\right)=0}

Además, puede probarse que si las fuerzas solo dependen de la distancia entre las partículas y si su sentido de acción coincide con el de la línea que une dichas partículas, se conserva además tanto el momento lineal como el momento angular.

## Mecánica lagrangiana y hamiltoniana
En mecánica hamiltoniana, un sistema es conservativo si el hamiltoniano o el lagrangiano, expresados mediante un conjunto de coordenadas naturales, no depende explícitamente del tiempo, ya que en ese caso:

{\displaystyle {\frac {dH}{dt}}={\frac {d}{dt}}\left(\mathbf {p} {\dot {\mathbf {q} }}-L\right)={\dot {\mathbf {p} }}{\dot {\mathbf {q} }}+\mathbf {p} {\ddot {\mathbf {q} }}-(\mathbf {p} ){\ddot {\mathbf {q} }}-({\dot {\mathbf {p} }}){\dot {\mathbf {q} }}-{\frac {\partial L}{\partial t}}=-{\frac {\partial L}{\partial t}}}

donde se han tenido en cuenta las ecuaciones del movimiento y la definición del momento conjugado:

{\displaystyle \mathbf {p} ={\frac {\partial L}{\partial {\dot {\mathbf {q} }}}},\qquad {\dot {\mathbf {p} }}={\frac {\partial L}{\partial \mathbf {q} }}}

Para ver si el sistema es natural —es decir, si el hamiltoniano coincide con la energía—, se calcula la energía cinética expresada en las coordenadas generalizadas a partir de su expresión newtoniana.

### Integrabilidad
Los sistemas de un solo grado de libertad conservativos son automáticamente integrables.